# Rosa Basante Pol
Rosa Basante Pol (Cacabelos, 18 de abril de 1945) es una farmacéutica española, Profesora Titular en la Universidad Complutense de Madrid y miembro de la Reales Academias de Farmacia y de doctores de España.

## Biografía

### Formación académica
Tras licenciarse (1968) en Farmacia por la Universidad Complutense de Madrid, se diplomó en Óptica Oftálmica y Acústica Audiométrica (1971). Posteriormente se doctoró en la misma facultad (1977), y prosiguió con su formación académica diplomándose en Marketing Farmacéutico (1988), y obteniendo el título en Altos Estudios Militares en el Centro Superior de Estudios de la Defensa Nacional (2005)

### Actividad profesional
En 1981 fue nombrada profesor ayudante en la Facultad de Farmacia, y en 1986 consiguió la titularidad. Desde entonces es Profesora Titular de Historia de la Farmacia y Legislación Farmacéutica en la Universidad Complutense de Madrid. Ha sido Vicedecana de la facultad de Farmacia y Vicerrectora de Alumnos y Asistencia a la Comunidad Universitaria (UCM)
En octubre de 1995 fue nombrada gerente del Centro de Estudios y Actividades (Ceyac) del Gobierno de la Comunidad de Madrid.

## Publicaciones
- La Real Oficina de Farmacia en el reinado de Isabel II, Madrid, Artes Gráficas Municipales (1993)
- La asistencia sanitaria en el Camino de Santiago: el Real Hospital de San Antonio Abad de Villafranca Montes de Oca (Burgos), Madrid, Fundación Cofares (2004)
- La demencia de un Rey: Fernando VI (1746-1759), Madrid, Real Academia de Farmacia (2010)
- Enfermedad y muerte de una reina de España: Barbara de Braganza, Madrid, Instituto de Estudios Madrileños (2011)

## Premios y condecoraciones
A lo largo de su vida recibió las siguientes condecoraciones
- Cruz de Honor de la Sanidad Madrileña, en su categoría de oro (2013)[6]
- Cruz del Mérito Naval con Distintivo Blanco otorgada por el Ministerio de Defensa.
- Medalla de oro de la Facultad de Farmacia de la UCM.
- Medalla de plata al mérito colegial del Consejo General de Colegios Oficiales de Farmacéuticos.
- Medalla de plata al mérito colegial de la Real Academia de Doctores de España.
- Medalla Carracido, en su categoría de plata, otorgada por la Real Academia Nacional de Farmacia.
- Medalla de Honor de la Universidad Complutense de Madrid.
- Premio a la aficionada insigne (2012) otorgado por la Real Federación Taurina de España.[7]
- Premio Abilio Rodríguez Paredes de licenciatura.
- Premio anual del Colegio Oficial de Farmacéuticos de Madrid (2001).
- Premio Ybys y Cofares de la Real Academia Nacional de Farmacia
- Premio de doctorado e investigación Fundación Rafael Foch Andreu, otorgado por la Facultad de Farmacia de Madrid
- Socia de Honor de Asociación Española de Farmacéuticos de Letras y Artes.
- Socia de Honor del Círculo de Bellas Artes.